# Карфано, Энтони
Энтони Карфано (англ. Anthony Carfano; ноябрь 1895, Манхэттен, Нью-Йорк, США — 25 сентября 1959, Куинс, Нью-Йорк, США), также известный как «Литтл Оги Пизано» (итал. Little Augie Pisano) — италоамериканский гангстер, капореджиме семьи Лучано под руководством боссов мафии Лаки Лучано и Фрэнка Костелло.

## Биография
Энтони Карфано родился в ноябре 1895 года на Оливер-стрит на Манхэттене (Нью-Йорк) в семье Джаванни Карфаньо и Донгетты Визокки, иммигрантов из Неаполя (Италия).
К 1920 году он стал членом бруклинской банды Фрэнки Йеля. Позднее Йель присоединился к мафиозной семье Джо Массерии, став капореджиме. В 1928 году Йель был убит и теперь уже Карфано стал капо у Массерии, сохранив это звание и после его смерти.
В конце 1930-х годов Костелло и Джо Адонис отправили Карфано в Южную Флориду, чтобы расширить зону влияния в этом регионе. Поселившись в Майами, Карфано успешно руководил как незаконными игорными заведениями, так и легальными курортами и отелями, в том числе отелем Wofford в Майами.
В это время влиятельный еврейский мафиози Меер Лански, имевший свои интересы в индустрии азартных игр во Флориде, убедил Комиссию, что Майами, и Майами-Бич следует считать «открытыми городами», то есть местами, в которых любая преступная организация в стране может организовать свою деятельность. Несмотря на возражения Карфано, Костелло убедил его сотрудничать с Лански. К концу 1950-х годов Карфано создал многомиллионную игорную империю в Южной Флориде. Большую часть штата в те годы контролировала Семья Траффиканте из Тампы, но они тесно взаимодействовали с нью-йоркскими боссами и своими коллегами в Новом Орлеане.
В конце 1940-х годов Вито Дженовезе был экстрадирован из Италии в Нью-Йорк, но ему удалось избежать обвинений в убийстве Фердинанда Боччия, из-за которых он в своё время уехал из США. Отбившись от обвинений Дженовезе приступил к восстановлению контроля над семьёй, перехватывая его у Костелло. При этом Дженовезе получил большую поддержку со стороны солдат, простых боевиков семьи, которые совершали преступления на уличном уровне и чувствовали себя забытыми при правлении Костелло, в то время как члены преступного клана более высокого уровня во главе с Костелло занимались более прибыльными и менее опасными операциями, такими как профсоюзный рэкет, биржевые аферы и политическая коррупция.
В мае 1957 года Костелло пережил покушение, организованное Дженовезе. Сразу после этого Дженовезе приказал всем капо в семье признать его в качестве нового босса. У Костелло было несколько союзников, поддерживающих его. Один из них, Уилли Моретти, двоюродный брат Костелло, был убит в 1951 году; другой, Джо Адонис, был депортирован в 1956 году; Джон Де Нойя и Рокко Пеллигрино ушли на покой. В 1959 году Карфано в знак поддержки Костелло прилетел в Нью-Йорк из Флориды, чтобы встретиться с ним. В отместку за поддержку своего врага Дженовезе приказал своему помощнику и капо Энтони «Тони Бендеру» Стролло убить Карфано.

## Убийство Карфано
Вечером 25 сентября 1959 года (хотя некоторые источники ошибочно утверждают, что это было 29 сентября) Карфано отдыхал в ночном клубе «Copacabana», откуда отправился на встречу со Стролло в ресторан Marino's. Там Карфано встретил общих друзей, среди которых была Дженис Дрейк, бывшая «Мисс Нью-Джерси» и жена комика Аллана Дрейка. Дрейка ранее вызывали в качестве свидетеля для дачи показаний по делу об убийствах бандитами Манхэттена Натана Нельсона и босса семьи Гамбино Альберта Анастазии. Карфано предложил отвезти Дженис домой после ужина в её квартиру в Риго-Парке (Куинс), где спал её 13-летний сын Майкл.
В середине трапезы Карфано якобы позвонили по телефону. Повесив трубку, Энтони сообщил присутствующим, что он и Дрейк должны уйти, так как его вызвали «по неотложным делам». Карфано и Дрейк оставили Marino's и уехали на «Кадиллаке». Позже полиция предположила, что телефонный звонок был от Костелло, который предупредил Карфано о нападении. Когда Карфано и Дрейк вышли из ресторана, они якобы направлялись в аэропорт Ла-Гуардиа в Куинсе, чтобы сесть на рейс в Майами. Однако, согласно этой теории, Стролло предвидел такой шаг и спрятал боевиков на заднем сиденье «Кадиллака». Оказавшись на дороге, боевики заставили Карфано отъехать в тихое место недалеко от аэропорта. В 10:30 того же вечера, через 45 минут после того, как Карфано и Дрейк покинули Marino's, их тела были найдены в машине Карфано недалеко от аэропорта. Оба были убиты выстрелами в голову.

## Альтернативная версия убийства Карфано
Другая версия смерти Карфано связана с его обширной игорной империей в Южной Флориде и убеждением, что на момент своей смерти он пытался инвестировать в кубинские казино. С появлением Дженовезе в качестве нового лидера семьи Лучано в конце 1957 года бывший босс Лучано потерял часть своего влияния на преступный мир Нью-Йорка и Америке в целом. Давний союзник Лучано и Костелло Меер Лански, у которого были обширные интересы в азартных играх по всей Америке и на Кубе, нуждался в новом союзнике и защитнике. Теперь Лански искал союза с новым боссом Вито Дженовезе.
Ходили слухи, что после того, как Костелло был свергнут с поста босса семьи Лучано в конце 1957 года, Карфано взял на себя обязательство проявить большое пренебрежение и даже презрение к новому руководству. По-видимому, он проводил большую часть своего времени, следя за своими преступными и законными интересами в Южной Флориде, и ездил в Нью-Йорк только в случае необходимости, а к 1959 году начал строить планы по расширению своих игорных операций на Кубе. Версия гласит, что Карфано начал посягать на казино в Гаване, контролируемые Лански и Дженовезе.
Вопиющее неуважение Карфано к Дженовезе, а теперь и его вторжение на территорию Дженовезе и Лански без их разрешения решили судьбу Карфано. Это, наряду с дополнительным бонусом, заключающимся в том, что Лански собирался перехватить контроль над игорной империей Карфано во Флориде, привело двух боссов нью-йоркской мафии к решению убрать Карфано. Тот факт, что связь Лански с Дженовезе укрепилась после того, как Вито захватил контроль над семьёй Лучано, и что Лански действительно завладел игорным бизнесом Карфано в Южной Флориде после его смерти, является весомым доказательством этой версии.

## В поп-культуре
В фильме Мартина Скорсезе «Казино» 1995 года имя персонажа Арти Пискано (Artie Piscano; прообразом послужил реальный зять Ника Сивеллы Карла ДеЛуна) происходит от псевдонима Энтони Карфано («Оги Пизано»). Его сыграл актёр Винни Велла.